# Breuil, Marne

Breuil este o comună în departamentul Marne, Franța. În 2009 avea o populație de 318 de locuitori.